# ماسایی اوجیری
ماسایی اوجیری (انگلیسی: Masai Ujiri؛ زادهٔ ۷ ژوئیهٔ ۱۹۷۰) بازیکن بسکتبال اهل نیجریه است.